# Golden State Warriors 1988-1989
La stagione 1988-89 dei Golden State Warriors fu la 40ª nella NBA per la franchigia.
I Golden State Warriors arrivarono quarti nella Pacific Division della Western Conference con un record di 43-39. Nei play-off vinsero il primo turno con gli Utah Jazz (3-0), perdendo poi la semifinale di conference con i Phoenix Suns (4-1).

## Risultati
| Squadra                | V  | P  | %    | GB |
| ---------------------- | -- | -- | ---- | -- |
| Los Angeles Lakers     | 57 | 25 | 69,5 | -  |
| Phoenix Suns           | 55 | 27 | 67,1 | 2  |
| Seattle SuperSonics    | 47 | 35 | 57,3 | 10 |
| Golden State Warriors  | 43 | 39 | 52,4 | 14 |
| Portland Trail Blazers | 39 | 43 | 47,6 | 18 |
| Sacramento Kings       | 27 | 55 | 32,9 | 30 |
| Los Angeles Clippers   | 21 | 61 | 25,6 | 36 |

## Roster
| N° | Naz.                   | Ruolo | Sportivo         | Anno | Alt. | Peso \|\| |
| -- | ---------------------- | ----- | ---------------- | ---- | ---- | --------- |
| 4  | Stati Uniti (bandiera) | G     | Steve Alford     | 1964 | 188  | 83        |
| 10 | Sudan (bandiera)       | C     | Manute Bol       | 1962 | 229  | 91        |
| 12 | Stati Uniti (bandiera) | G     | Winston Garland  | 1964 | 188  | 77        |
| 13 | Stati Uniti (bandiera) | AC    | Larry Smith      | 1958 | 203  | 98        |
| 17 | Stati Uniti (bandiera) | GA    | Chris Mullin     | 1963 | 198  | 91        |
| 18 | Stati Uniti (bandiera) | GA    | Otis Smith       | 1964 | 196  | 95        |
| 20 | Stati Uniti (bandiera) | GA    | Terry Teagle     | 1960 | 196  | 88        |
| 22 | Stati Uniti (bandiera) | A     | Rod Higgins      | 1960 | 201  | 91        |
| 23 | Stati Uniti (bandiera) | G     | Mitch Richmond   | 1965 | 196  | 98        |
| 25 | Stati Uniti (bandiera) | G     | John Stroeder    | 1958 | 208  | 118       |
| 30 | Stati Uniti (bandiera) | A     | Ben McDonald     | 1962 | 203  | 95        |
| 30 | Stati Uniti (bandiera) | G     | John Starks      | 1965 | 191  | 82        |
| 31 | Stati Uniti (bandiera) | A     | Shelton Jones    | 1966 | 206  | 95        |
| 32 | Stati Uniti (bandiera) | AC    | Tellis Frank     | 1965 | 208  | 102       |
| 33 | Stati Uniti (bandiera) | AC    | Jerome Whitehead | 1956 | 208  | 100       |
| 44 | Stati Uniti (bandiera) | A     | Orlando Graham   | 1965 | 203  | 100       |
| 50 | Stati Uniti (bandiera) | AC    | Ralph Sampson    | 1960 | 224  | 103       |

## Staff tecnico
- Allenatore: Don Nelson
- Vice-allenatori: Sam Schuler, Garry St. Jean
- Preparatore atletico: Tom Abdenour